# حريث (مقاطعة كلاردشت)
حريث (بالفارسية: حریث) هي قرية تقع في قسم بيرون‌بشم الريفي (مقاطعة كلاردشت) في إيران. يقدر عدد سكانها بـ 96 نسمة بحسب إحصاء 2016.